# Гробница Юсифа ибн Кусейра
Мавзолей Юсуфа сына Кусейира (азерб. Yusif Küseyir oğlu türbəsi), или мавзолей Атабаба — средневековый мавзолей, построенный в 1161—1162 годах в городе Нахичевань. Архитектором гробницы является Аджеми ибн Абубекр Нахчивани.
Это восьмигранное сооружение, возведено из хорошо обожжённого кирпича и завершено пирамидальным шатром. В её верхней части есть широкая фризовая полоса с куфической надписью из Корана. Западная грань мавзолея несколько иная. Верхняя её часть заполнена геометрическим узором, под которым расположена строительная надпись. В ней упоминаются имя захоронённого и время постройки гробницы. Внутреннее пространство гробницы разделено на просторную верхнюю камеру и склеп. Имя Аджеми Абубекр оглы Нахчивани вписано вверху первой грани, слева от входа.